# 阿尔法记忆
阿尔法记忆（英語：Memory Alpha，通常简写作MA）是基于《星际旅行》虚构宇宙的wiki式百科全书。2003年9月，哈里·多得玛与丹·卡尔森开始构思该网站，并于当年12月5日上线。网站使用了wiki模式，并建构在Wikia公司提供的MediaWiki服务器上。至2007年6月，阿尔法记忆英文版已拥有超过24,000篇的条目，是最大的wiki计划之一。该网站同时还有中文、捷克語、荷蘭語、世界语、法文、德文、波兰文、葡萄牙文、俄罗斯文、塞尔维亚文、西班牙文、瑞典文等多个语言版本。
阿尔法记忆的内容使用创作共享姓名标示-非商业性协议（cc-by-nc）许可。此协议不允许商业重用，故与GNU自由文档许可证（GFDL）互不兼容，因此该站点的内容不能被自由复制用于基于GFDL的计划中。阿尔法记忆是基于GFDL的Wikia计划的“姐妹计划”。

## 外部連結
- 阿尔法记忆首页
- Memory Alpha joins Wikia (Wikia)
- Memory Alpha's Canon Policy
- History of Memory Alpha
- Memory Alpha announcements: Server move
- Featured article criteria at Memory Alpha
- Informal interview （页面存档备份，存于） conducted with co-founder Harry Doddema via his talk page on Memory Alpha